# Shana Alexander
Shana Alexander   (Nova York, 6 d'octubre de 1925 - Hermosa Beach, 23 de juny de 2005) va ser una periodista estatunidenca. Tot i que es va convertir en la primera dona escriptora i columnista de la revista Life, va ser més coneguda per la seva participació en els segments de debat «Point-Counterpoint» de 60 Minutes, a finals de la dècada del 1970, amb el conservador James J. Kilpatrick.

## Joventut i carrera com a periodista
Alexander, nascuda Shana Ager, va néixer el 6 d'octubre de 1925 a la ciutat de Nova York, filla de la columnista Cecelia Ager (de soltera Rubenstein) i del compositor de Tin Pan Alley Milton Ager, que va compondre la cançó Happy Days Are Here Again. Va inspirar la seva famosa cançó Ain't She Sweet.
La seva família era jueva. Alexander es va graduar al Vassar College el 1945, especialitzat en antropologia. Va començar a escriure quan va agafar una feina d'estiu com a redactora al diari PM de la ciutat de Nova York, on treballava la seva mare. Va treballar com a escriptora independent per a les revistes Junior Bazaar i Mademoiselle abans de convertir-se en investigadora a la revista Life per 65 dòlars setmanals el 1951. Durant la dècada del 1960 va escriure la columna The Feminine Eye per a Life.
El 1962 va escriure un article per a Life titulat They Decide Who Lives, Who Dies: Medical miracle puts moral burden on small committee (Decideixen qui viu, qui mor: el miracle mèdic posa una càrrega moral a un petit comitè), que va provocar un debat nacional sobre l'assignació dels escassos recursos de les màquines de diàlisi. Un altre article de Life, sobre els esforços d'una treballadora d'una línia d'atenció telefònica per evitar que una persona que truca es suïcidès, es va convertir en la pel·lícula de 1965, The Slender Thread.

## 60 Minutesi carrera posterior
El 1969 es va convertir en la primera dona editora a McCall's des de 1921, però va deixar el 1971, queixant-se que era una feina simbòlic en un entorn masclista.
Estava escrivint una columna per a Newsweek el 1975 quan va substituir Nicholas von Hoffman a 60 Minutes, i va debatre amb Kilpatrick durant els quatre anys següents. Va minimitzar aquesta part de la seva carrera, comentant l'any 1979 que abans d'això «havia estat escriptora, columnista de la revista Life i de Newsweek; això era tan alt com es podia arribar a escriure en columnes. M'importa la meva escriptura. No sóc un periodista de televisió de xerrameca».
Tot i així, els debats que Alexander va tenir amb Kilpatrick van ser tan destacats a la cultura estatunidenca que van ser satiritzats famosos a Saturday Night Live, amb Jane Curtin fent el paper d'Alexander al segment Weekend Update enfrontant-se amb Dan Aykroyd, la versió de Kilpatrick, argumentant dues cares d'un tema d'actualitat. Aykroyd obria el seu segment amb la frase ara infame: «Jane, you ignorant slut» (Jane, puta ignorant).
També va escriure diversos llibres de no-ficció, com ara Anyone's Daughter, una biografia de l'hereva segrestada Patricia Hearst. El seu llibre Nutcracker, sobre Frances Schreuder, la socialité condemnada que va convèncer el seu fill perquè matés el seu pare milionari, es va convertir en una minisèrie de televisió de 1987. Schreuder va ser interpretada per l'actriu Lee Remick.

## Vida personal
Alexandre es va casar i es va divorciar dues vegades. El seu primer matrimoni, als 19 anys d'edat, es va acabar ràpidament. El seu segon matrimoni, amb Stephen Alexander, va durar 12 anys, tot i que Shana ho va descriure com «infeliç».
El febrer de 1987, la seva única filla, Katherine Alexander, de 25 anys d'edat, es va suïcidar. Va saltar 31 pisos des del gratacel de Park Avenue on vivia amb la seva mare a Nova York. Quan era petita, després que els seus pares es divorciessin, Katherine havia triat viure amb la seva mare i Stephen Alexander.

## La seva mort
Shana Alexander va morir de càncer en un centre de vida assistida a Hermosa Beach, Califòrnia, el 23 de juny de 2005. Tenia 79 anys d'edat i havia viscut a Manhattan i Wainscott (Nova York), durant molts anys. A Alexander li van sobreviure una germana, Laurel Bentley, i una neboda.

## Publicacions
- Talking Woman (1976)
- Anyone's Daughter (1979)
- Very Much a Lady: The Untold Story of Jean Harris and Dr. Herman Tarnower, Premi Edgar, Millor llibre de crims fets, (1983)
- Nutcracker (1985)
- The Pizza Connection: Lawyers, Money, Drugs, Mafia (1988)
- Happy Days: My Mother, My Father, My Sister & Me (1995), autobiografia
- When She Was Bad (1991)
- The Astonishing Elephant (2000)